# Креодонти
Креодонтите (Creodonta) са бивш разред изчезнали бозайници, живели от палеоцена до миоцена. Първоначално смятани за единна група животни, предци на съвременните Хищници, този разред сега се разглежда като полифилетична съвкупност от две различни групи - оксиениди и хиенодонти, а не като естествена група. Оксиенидите се появяват през палеоцена в Северна Америка, докато хиенодонтите се появяват през палеоцена в Африка.

## Класификация
- Семейство †Oxyaenidae Cope, 1877
- Група †Hyaenodonta L. Van Valen, 1967
  - Суперсемейство †Hyaenodontoidea Leidy, 1869
  - Суперсемейство †Hyainailouroidea Borths, 2016